# 익산국가산업단지
익산국가산업단지(Iksan Industrial Complex)는 전북특별자치도 익산시 영등동, 어양동, 신흥동 일대에 있는 산업단지로, 현재 지정면적은 1,335,893㎡이다.

## 개요
지역 및 국민경제의 발전에 기여하기 위해서, 국토의 균형 개발 도모한다.

## 입지

### 고속도로
- 호남고속도로 익산 나들목

### 지방도
- 지방도 제720호선 (익산 ↔ 금마)

## 같이 보기
- 익산일반산업단지